# Arrondissement d'Ancenis
L'arrondissement d'Ancenis est une ancienne division administrative française, située dans le département de la Loire-Atlantique et la région Pays de la Loire. Il se situe à l'est du département.

## Histoire
Créé en 1800, l'arrondissement d'Ancenis fait partie des 106 arrondissements supprimés par le décret du 10 septembre 1926 avant d'être rétabli en 1943 (son territoire dépend de l'arrondissement de Nantes durant cette période) dans ses anciennes limites mais la résidence du sous-préfet reste à Nantes jusqu'à la construction d'une nouvelle sous-préfecture en 1974. 
L'arrondissement est supprimé le 1er janvier 2017 lors de la fusion avec l'arrondissement de Châteaubriant pour former l'arrondissement de Châteaubriant-Ancenis.

## Composition
La liste suivante est constituée selon le code officiel géographique (COG) de l'Insee au 31 décembre 2016. 

| Nom                      | Code Insee | Intercommunalité     | Superficie (km2) | Population (dernière pop. légale) | Densité (hab./km2) |
| ------------------------ | ---------- | -------------------- | ---------------- | --------------------------------- | ------------------ |
| Ancenis (chef-lieu)      | 44003      | CC du Pays d'Ancenis | 20,07            | 7 656 (2016)                      | 381                |
| Bonnœuvre                | 44017      | CC du Pays d'Ancenis | 15,66            | 1 463 (2016)                      | 93                 |
| Le Cellier               | 44028      | CC du Pays d'Ancenis | 35,99            | 4 011 (2022)                      | 111                |
| Couffé                   | 44048      | CC du Pays d'Ancenis | 39,97            | 2 534 (2022)                      | 63                 |
| Joué-sur-Erdre           | 44077      | CC du Pays d'Ancenis | 54,53            | 2 753 (2022)                      | 50                 |
| Ligné                    | 44082      | CC du Pays d'Ancenis | 45,41            | 5 593 (2022)                      | 123                |
| Loireauxence             | 44213      | CC du Pays d'Ancenis | 118,28           | 7 509 (2022)                      | 63                 |
| Maumusson                | 44093      | CC du Pays d'Ancenis | 24,56            | 1 046 (2015)                      | 43                 |
| Mésanger                 | 44096      | CC du Pays d'Ancenis | 49,75            | 4 681 (2022)                      | 94                 |
| Montrelais               | 44104      | CC du Pays d'Ancenis | 13,73            | 843 (2022)                        | 61                 |
| Mouzeil                  | 44107      | CC du Pays d'Ancenis | 18,87            | 2 004 (2022)                      | 106                |
| Oudon                    | 44115      | CC du Pays d'Ancenis | 22,12            | 3 915 (2022)                      | 177                |
| Pannecé                  | 44118      | CC du Pays d'Ancenis | 30,59            | 1 454 (2022)                      | 48                 |
| Le Pin                   | 44124      | CC du Pays d'Ancenis | 24,95            | 829 (2022)                        | 33                 |
| Pouillé-les-Côteaux      | 44134      | CC du Pays d'Ancenis | 11,72            | 1 050 (2022)                      | 90                 |
| Riaillé                  | 44144      | CC du Pays d'Ancenis | 50,02            | 2 358 (2022)                      | 47                 |
| La Roche-Blanche         | 44222      | CC du Pays d'Ancenis | 14,82            | 1 258 (2022)                      | 85                 |
| Saint-Géréon             | 44160      | CC du pays d'Ancenis | 7,51             | 2 939 (2016)                      | 391                |
| Saint-Mars-la-Jaille     | 44180      | CC du Pays d'Ancenis | 20,06            | 2 400 (2015)                      | 120                |
| Saint-Sulpice-des-Landes | 44191      | CC du Pays d'Ancenis | 30,78            | 686 (2015)                        | 22                 |
| Teillé                   | 44202      | CC du Pays d'Ancenis | 28,55            | 1 820 (2022)                      | 64                 |
| Trans-sur-Erdre          | 44207      | CC du Pays d'Ancenis | 22,56            | 1 124 (2022)                      | 50                 |
| Vair-sur-Loire           | 44163      | CC du Pays d'Ancenis | 51,73            | 4 890 (2022)                      | 95                 |
| Vritz                    | 44219      | CC du Pays d'Ancenis | 32,89            | 804 (2015)                        | 24                 |

## Démographie
| 1962   | 1968   | 1975   | 1982   | 1990   | 1999   |
| ------ | ------ | ------ | ------ | ------ | ------ |
| 38 254 | 39 119 | 41 015 | 44 764 | 47 386 | 48 720 |

| 2006   | 2007   | 2008   | 2009   | 2010   | 2011   |
| ------ | ------ | ------ | ------ | ------ | ------ |
| 55 212 | 56 620 | 57 748 | 58 868 | 60 044 | 60 786 |

| 2013   | - | - | - | - | - |
| ------ | - | - | - | - | - |
| 62 120 | - | - | - | - | - |

## Liste des sous-préfets
- 17 avril 1800     : Yves Luneau (démissionnaire)
- 25 septembre 1813 : Yves Jacques Luneau (destitué)
- 2 juillet 1815    : Antoine François Mabon de Beaulieu
- 26 août 1815      : François de Foucauld
- 9 mars 1819       : Yves Jacques Luneau (révoqué)
- 6 septembre 1820  : Auguste de Boispean
- 21 août 1822      : François de Quebriac
- 10 août 1830      : Gabriel de Saint-Aignan
- 29 novembre 1831  : Hautreux (par intérim)
- 30 mars 1832      : Yves Jacques Luneau (décédé en fonction)
- 7 septembre 1836  : Charles de Viennet
- 16 mars 1839      : Prosper Grolleau
- 24 février 1848   : Collineau (sous-commissaire du gouvernement)
- 9 août 1848       : Eugène de Vésine-Larue
- 17 mars 1849      : Jean Labrousse
- 12 juillet 1850   : Gaëtan Delmas
- 29 mai 1855       : Jean Rafier-Dufour
- 17 décembre 1856  : Henri Tharreau
- 17 novembre 1857  : Raymond Onfroy de Bréville
- 11 juin 1860      : Henri Bertrand-Geslin
- 14 septembre 1870 : Charles Battaille (démissionnaire)
- avril 1871        : Maillard (par intérim)
- 13 juillet 1871   : Louis Martel
- 10 décembre 1871  : Henri Colont
- 25 septembre 1872 : Paul Varcollier
- 30 mars 1873      : Henri Gravier
- 6 janvier 1874    : Charles du Couëdic de Kergoualer
- 24 mai 1876       : Albert Drouot
- 6 août 1877       : Gabriel Souché (démissionnaire)
- 30 décembre 1877  : Jean Carlet
- 24 juillet 1883   : Paul Lardin de Musset
- 19 décembre 1885  : Eugène Allard
- 18 mars 1895      : Armand Lemardeley
- 16 mars 1898      : Jacques Regnier
- 31 mars 1899      : Paul Roquère
- 8 octobre 1901    : Jules Bargeaud
- 17 janvier 1908   : Rodolphe Giacometti
- 31 janvier 1914   : Julien Molins (mobilisé)
- 8 novembre 1914   : Emile Molina
- 18 septembre 1918 : Jean Schmidt (par intérim)
- 1 décembre 1918   : Julien Molins
- 28 avril 1919     : Georges Calloc'h
- 30 janvier 1925   : Louis Mayade (rattaché à la préfecture le 10 septembre 1926)
- 19 février 1944   : Jean Deliau
- 3 juillet 1945    : Anik Antoine
- 16 novembre 1946  : Pierre Tisserand
- 26 février 1952   : Marcel Blanc
- 11 avril 1954     : Michel Petit-Uzac
- 21 mars 1956      : Paul Noirot-Cosson
- 16 février 1957   : Jean Froment
- 21 août 1959      : Max Fortin
- 15 août 1960      : Jacques Perrilliat
- 1 décembre 1960   : Jean-Charles Gaschignard
- 1 avril 1964      : Alain Grellety-Bosviel
- 15 juillet 1966   : Christian Achard
- 20 avril 1968     : Jean Mahé
- 20 février 1971   : Gabriel Courcelle
- 3 décembre 1973   : Marc Ferrua
- 1 août 1976       : Claude L'Anthoën
- 2 janvier 1979    : René Lion
- 1 septembre 1979  : Bernard Lemaire
- 1 octobre 1981    : France Gorny
- 1 juillet 1983    : Monique Durand
- 23 juillet 1985   : Jean-Pierre Jeissou
- 28 novembre 1987  : Jean-Pierre Royanez (par intérim)
- 24 juillet 1989   : Janine Chassagne (par intérim)
- 15 juillet 1992   : Henri-Jacques Touzard
- 5 septembre 1994  : Jean-Michel Porcher
- 15 juin 1997      : Michel Vilbois
- 27 mars 2000      : Eddie Bouttera
- 1 novembre 2001   : Jean-Marc Sénateur
- 13 octobre 2003   : Jean-Christophe Bouvier
- 17 janvier 2005   : Jacques Lannou
- 1 juillet 2010    : Jean-Philippe Trioulaire (par intérim)
- 31 janvier 2011   : Pascal Zingraff (par intérim)
- 7 avril 2014      : Véronique Schaaf[9]
- 21 novembre 2016  : Mohamed Saadallah[10]

## Intercommunalité
L'ensemble des communes de l'arrondissement est regroupé au sein de la communauté de communes du Pays d'Ancenis.